# Polymastia nigra
Polymastia nigra är en svampdjursart som beskrevs av Pedro M. Alcolado 1984. Polymastia nigra ingår i släktet Polymastia och familjen Polymastiidae.
Artens utbredningsområde är Kuba. Inga underarter finns listade i Catalogue of Life.